# Pegusparv
Pegusparv (Passer flaveolus) är en fågel i familjen sparvfinkar inom ordningen tättingar.

## Utseende
Pegusparven är en 13,5–15 cm lång sparvfink, med hos hanen en fjäderdräkt likt ett urblekt mellanting mellan en gråsparv och en kanelsparv. Hanen har svart strupe, grått på hjässa och nacke samt rostaktigt på ögonbryn och rygg. Honan har ett tunt ljus ögonbrynsstreck och är generellt mycket enfärgad och otecknad. Hona gråsparv har ett bredare och tydligare ögonbrynsstreck och är överlag kraftigare tecknad. Båda könen hos kanelsparven är likaledes mer kontrastrikt tecknade.

## Utbredning och systematik
Fågeln förekommer från norra Myanmar till Thailand, Malackahalvön och södra Vietnam. Den behandlas som monotypisk, det vill säga att den inte delas in i några underarter.

## Levnadssätt
Pegusparven hittas i skogsbryn, jordbruksmarker och trädgårdar. Den är företrädesvis en låglandsfågel, men kan gå upp i lägre bergstrakter där den överlappar med kanelsparven. Arten häckar huvudsakligen mellan januari och juli, men häckning har noterats under de flesta av årets månader och den lägger troligen två kullar per år. Häckningen sker i lösa kolonier, vanligen med fem till tio par, ibland upp till 30 par. Födan består huvudsakligen av vegetabilier som frön från gräs, småörter och spannmål, men ungarna matas med insekter.

## Status
Arten har ett stort utbredningsområde och beståndet anses stabilt. Internationella naturvårdsunionen IUCN listar den därför som livskraftig (LC).